# Виленский, Илья Аркадьевич
Илья Аркадьевич Виленский (2 (14) марта 1896, Кременчуг, ныне Украина — 28 июня 1973, Киев) — украинский советский композитор и общественный деятель.

## Биография
В 1914 г. поступил в Петроградскую консерваторию, учился в классе композиции Василия Калафати и в классе фортепиано Александра Винклера.
С 1919 г. в работал в красноармейском театре, в 1920 г. был одним из организаторов Театра Красной Армии в Харькове. Затем работал в Киеве, занимался организацией Киевской филармонии, Государственного Театра для Детей (1924), Театра Русской Драмы (1926) и других музыкальных и драматических учреждений. С 1939 г. организатор и художественный руководитель Ансамбля песни и танца Украинской ССР. Член КПСС с 1944 года. Заслуженный деятель искусств УССР (1947).
Среди основных произведений Виленского — опера для детей «Конёк-Горбунок» (1935), балеты «Праздник урожая» (1948) и «Ивасик-Телесик» (для детей, 1949), музыкальные комедии «Сорочинская ярмарка» (1936), «Годы молодые» (1959), «Шельменко-денщик» (1962), сюиты для симфонического оркестра и оркестра народных инструментов, пьесы для фортепиано и баяна, песни на стихи Максима Рыльского, Олеся Гончара, Саввы Голованивского и др.
Был женат на С. И. Крыжановской, усыновил её сына от первого брака Михаила (который, в свою очередь, стал отцом композитора К. Виленского).